# Dorothy Shirley
Dorothy Shirley (Mánchester, Reino Unido, 15 de mayo de 1939) es una atleta británica especializada en la prueba de salto de altura, en la que consiguió ser medallista de bronce europea en 1958.

## Carrera deportiva
En el Campeonato Europeo de Atletismo de 1958 ganó la medalla de bronce en el salto de altura, con un salto por encima de 1.67 metros, siendo superada por la rumana Iolanda Balaş (oro con 1.77 m que fue récord de los campeonatos) y la soviética Taisia Chenchik (plata con 1.70 m).